# Clément Ric

a Compétitions nationales et continentales officielles uniquement.

b Matchs officiels uniquement.
Dernière mise à jour le 3 juillet 2024.
Clément Ric, né le 18 juillet 1988 à Mauriac (Cantal), est un joueur français de rugby à XV évoluant au poste de pilier droit.
Durant sa carrière professionnelle, il joue de 2008 à 2017 au sein de l'ASM Clermont Auvergne, où il remporte le Top 14 à deux reprises en 2010 et 2017, et il finit sa carrière au Lyon OU de 2017 à 2021.

## Biographie

### Jeunesse et formation
Clément Ric naît à Mauriac dans le Cantal. Il est originaire de Saint-Martin-Valmeroux et son père est éleveur de vaches salers,.
Durant sa jeunesse, il teste le rugby à XV mais n'accroche pas avec ce sport et se tourne vers le football qu'il pratique pendant dix ans au sein du club de son village l'ASSM,.
À seize ans, son père l'incite à pratiquer le rugby à XV et il commence ce sport au sein du collège de Mauriac puis du Stade aurillacois,. Rapidement, il est placé en première ligne grâce à son gabarit et intègre le pôle espoirs d'Ussel,. Puis, il rejoint le centre de formation de l'ASM Clermont Auvergne en 2006 où il joue avec l'équipe espoir. À cette période, il connaît ses premières sélections en équipe de France avec les moins de 18 ans.
En 2007, il participe à la Coupe du monde des moins de 19 ans et l'année suivante au Championnat du monde junior avec l'équipe de France des moins de 20 ans,.

### Carrière professionnelle

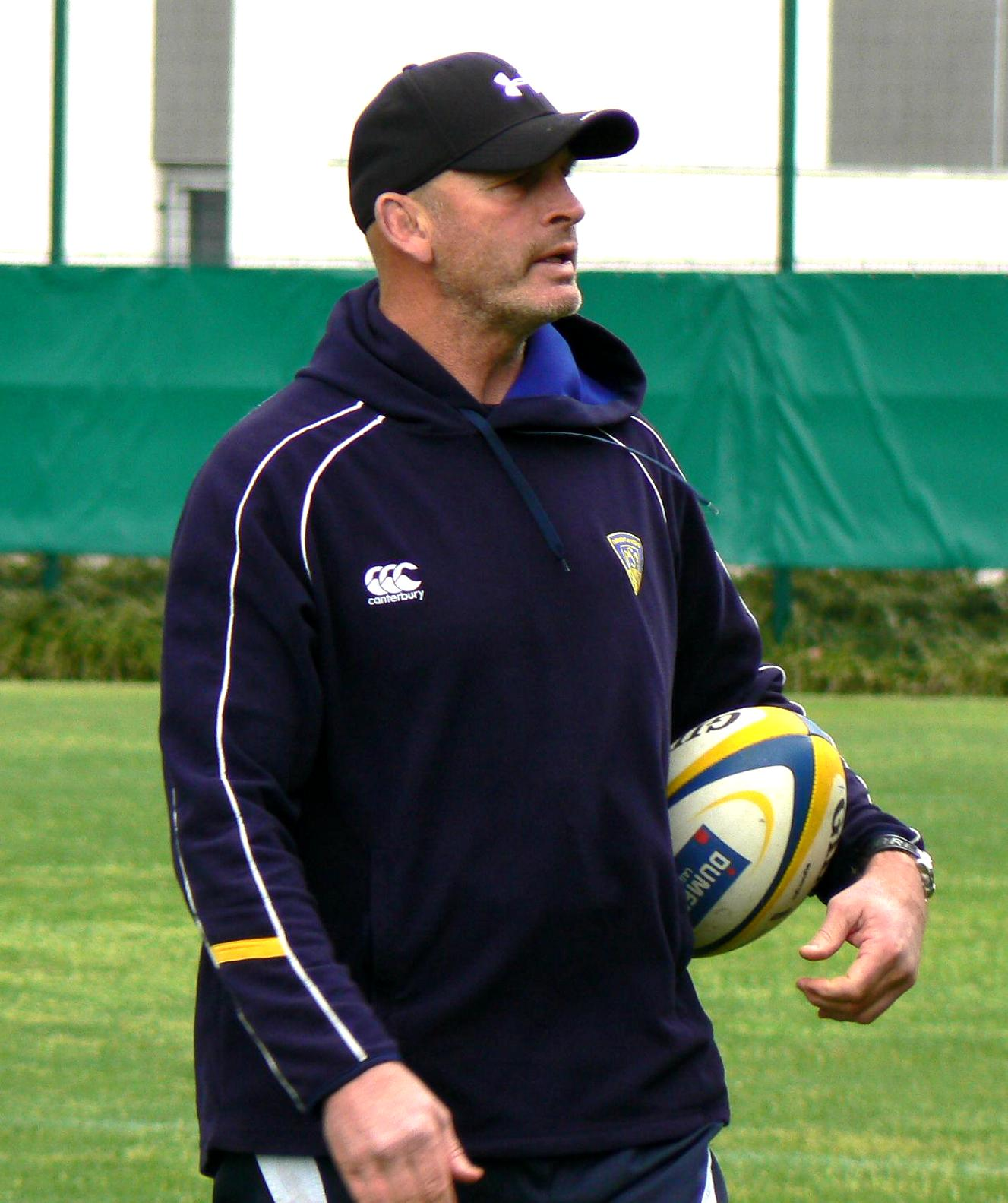
Vern Cotter est l'entraîneur de Clément Ric de 2009 à 2014.

Clément Ric fait ses débuts avec l'équipe professionnelle de l'ASM Clermont Auvergne le 28 février 2009 à l'occasion d'un match de Top 14 contre le Castres olympique,. En 2009, il signe un contrat de trois ans avec son club.
En novembre 2016, il est sélectionné pour la première fois en équipe de France. Lors du match contre l'Australie, il est nommé réserviste mais il ne dispute toutefois aucune rencontre pendant ces test matchs de fin d'année. Le mois suivant, le Lyon olympique universitaire annonce que Clément Ric quitte l'ASM Clermont Auvergne pour rejoindre le club à partir de la saison 2017-2018 et pour une durée de cinq ans.
En juin 2017, il est sélectionné pour jouer avec les Barbarians français qui affrontent l'équipe d'Afrique du Sud A les 16 et 23 juin en Afrique du Sud. Remplaçant lors du premier match puis titulaire pour le second, les Baa-baas s'inclinent 36 à 28 à Durban puis 48 à 28 à Soweto.
Fin janvier 2021, il subit une rupture du ligament croisé antérieur du genou gauche lors d'un match face à la Section paloise. Cette blessure met un terme à sa saison ainsi qu'à sa carrière.

## Palmarès
- Finaliste du Championnat de France en 2009 et 2015 avec l'ASM Clermont Auvergne.
- Vainqueur du Championnat de France en 2010 et 2017 avec l'ASM Clermont Auvergne.
- Finaliste de la Coupe d'Europe en 2013 et 2015 avec l'ASM Clermont Auvergne.